# Xã Shiloh, Quận Randolph, Arkansas
Xã Shiloh (tiếng Anh: Shiloh Township) là một xã thuộc quận Randolph, tiểu bang Arkansas, Hoa Kỳ. Năm 2010, dân số của xã này là 746 người.